# مائير مارغاليت (سياسي)
د. مائير مارغليت (ولد 1952) ناشط في مجال حقوق الإنسان والحقوق المدنية في القدس. وهو من المؤيدين للسلام مع الفلسطينيين.
حصل على درجة الدكتوراه في التاريخ من جامعة حيفا . وهو باحث في تاريخ الجالية اليهودية خلال فترة الانتداب على فلسطين، ومتخصص في فترة السلام المبكر بين العرب واليهود، والحركات ثنائية القومية بين السكان قبل تقسيم فلسطين بتفويض من الأمم المتحدة في عام 1947، وما تلاه من إنشاء دولة إسرائيل عام 1948.
وهو مؤسس اللجنة الإسرائيلية لمناهضة هدم المساكن، ولجنة النهوض بمبادرات السلام CAPI. 
ولد مئير مرغليت في الأرجنتين وانتقل إلى إسرائيل عام 1972.   خدم خلال خدمته العسكرية في مستوطنة يهودية في قطاع غزة. أصيب في حرب يوم الغفران عام 1973. خلال فترة تعافيه بدأ تدريجياً في تبني موقف تقدمي ومسالم راديكالي.
كان عضوًا منتخبًا في مجلس مدينة القدس، ممثلاً لحزب الجناح اليساري ميرتس بين عامي 1998 و 2002. انتخب مرة أخرى عن ميرتس في عام 2008،
وهو حاليًا عضو في مجلس المدينة، مسؤول رسميًا عن ملف القدس الشرقية. وهو معروف بانتقاده الشديد لرؤساء بلديات القدس بسبب سياساتهم المتمثلة في التمييز المتصوَّر والمحقق تجاه السكان الفلسطينيين في المدينة.
مارغاليت هو مؤلف كتب مختلفة عن سياسة البلديات ومتحدث ومحاضر دائم في العديد من البلدان حول العالم.